# Truesdale, Iowa
Truesdale är en ort i Buena Vista County i Iowa. Vid 2020 års folkräkning hade Truesdale 69 invånare.